# فرانسیمار باروسو
فرانسیمار باروسو (انگلیسی: Francimar Barroso؛ زادهٔ ۲۹ فوریهٔ ۱۹۸۰) ورزشکار هنرهای رزمی ترکیبی اهل برزیل است.